# الوقشة (نهم)

تعديل مصدري - تعديل

الوقشة هي إحدى قرى عزلة عيال منصور بمديرية نهم التابعة لمحافظة صنعاء، بلغ تعداد سكانها 2870 نسمة حسب تعداد اليمن لعام 2004.